# Ernst Friedrich Germar
Ernst Friedrich Germar (Glauchau, 3 novembre 1786 – Halle, 8 luglio 1853) è stato un entomologo e mineralogista tedesco.
Oltre ad essere un mineralogista era interessato all'entomologia e in particolare a coleotteri ed emitteri. Ha scritto una monografia sugli eterotteri, appartenenti alla famiglia Scutelleridae.
Nel 1845, è stato eletto membro straniero della Accademia reale svedese delle scienze.

## Opere principali
- Species Cicadarium enumeratae et sub genera distributae. Thon's Entomologisches Archiv. (2)2: 37-57, pl. 1 (1830).
- Observations sur plusieurs espèces du genre Cicada, Latr. Rev. Entomol. Silbermann 2: 49-82, pls. 19-26 (1834).
- Ueber die Elateriden mit häutigen Anhängen der Tarsenglieder. Z. Entomol. (Germar) 1: 193-236 (1839) (1839).
- Bemerkungen über Elateriden. Z. Entomol. (Breslau) 5: 133-192 (1844).
- Beiträge zur insektenfauna von Adelaide. Linn. Entomol. 3: 153-247 (1848).
- Fauna Insectorum Europae. C'erano 24 fascicoli in questo lavoro; August Ahrens ha prodotto i primi due, Germar e Georg Friedrich Kaulfuss il terzo (1817) e Germar i restanti 21.[1]